# 濱松醫科大學
滨松医科大学（はままついかだいがく）位于静冈县滨松市半田山的日本国立大学。

## 沿革
- 1973年9月1日　静冈大学国立医科大学创设准备室设立
- 1974年6月7日　滨松医科大学成立。医学部医学科设立
- 1995年4月1日　医学部护理学科设立
- 1999年　在第93次医生国家考试中取得全国最高合格率（98.1％）
- 2003年　参加21世纪COE项目
- 2004年4月1日　成为国立大学法人滨松医科大学

## 大学组织
- 学部
  - 医学部 
    - 医学科 
      - 基础讲座（解剖学第一、解剖学第二、生理学第一、生理学第二、生化学第一、生化学第二、病理学第一、病理学第二、药理学、微生物学、卫生学、公众卫生学、寄生虫学、法医学）
      - 临床讲座（内科学第一、内科学第二、内科学第三、精神神经医学、外科学第一、外科学第二、脑神经外科学、整形外科学、皮肤科学、放射线医学、麻醉・复苏学、妇产科学、小儿科学、齿科口腔外科学、临床检査医学、临床药理学、急救医学）

    - 护理学科 
      - 基础护理学讲座（基础护理学、人类科学、环境科学、疾病科学）
      - 临床护理学讲座（小儿护理学、成人护理学、老人护理学、母性护理学、精神护理学）
      - 地域护理学讲座

- 大学院
  - 医学研究科博士课程 
    - 形态系专业、生理系专业、生化系专业、生态系专业

## 附属设施
- 附属图书馆
- 保健管理中心
- 光量子医学研究中心
- 医疗废弃物处理中心
- 信息处理中心
- 医学部附属设施
- 动物实验设施
- 实验实习机器中心
- 附属医院

## 交通
在JR滨松站北出口汽车站13号上车口乘坐「磐田山手线医大方向」巴士，在「医科大学」站下车（行程约35分钟） 